# Осеева, Елизавета Петровна
Елизаве́та Петро́вна Осе́ева ― советская бурятская певица, Заслуженная артистка Бурятской АССР (1988), солистка Бурятской филармонии.

## Биография
Родилась 19 апреля 1942 года в селе Усть-Киран, Кяхтинский район, Бурят-Монгольская АССР. 
Начала петь ещё в детстве. В большой семье Осеевых песня звучала всегда. Пели все сестры, братья играли на музыкальных инструментах: баяне,гармошке.
В 1966 году окончила вокальное отделение Улан-Удэнского музыкального училища имени Петра Чайковского. После этого начала творческий путь в Бурятском театре оперы и балета. Сначала пела в хоре. Обладала ярким, сильным, выразительным меццо-сопрано и ей поручают сольные партии в оперных спектаклях, пророчат большое будущее оперной певицы. Однако по семейным обстоятельствам ей пришлось оставить сцену оперного театра, перешла в Бурятскую государственную филармонию.
Здесь Осеева начала большую и разнообразную концертную деятельность в коллективе музыкального лектория. С лекциями-концертами она объездила всю Бурятию. В этой работе ей помогали хорошая музыкальная память, выучка, гибкость, умение мгновенно перестроиться, переходить от одного эмоционального состояния к другому. 
Певица за многие годы работы в филармонии накопила огромный репертуар: арии из опер Михаила Глинки, Модеста Мусоргского, Николая Римского-Корсакова, Джузеппе Верди, романсы Сергея Рахманинова, Александра Даргомыжского, Петра Чайковского, Эдварда Грига, с большой теплотой и задушевностью она исполняет старинные русские романсы. 
Пела и для детской аудитории, ведь одно из направлений работы музыкального лектория — музыкально-эстетическое воспитание детей и юношества. И певица работала над разучиванием песен для детей с такой же ответственностью и отдачей, как над оперной арией или романсом. При исполнении всегда могла найти особые, интересные краски, свою изюминку в каждой песне. Поэтому певица имела огромный успех и у маленьких зрителей, и у взрослой слушателей.
Тридцать пять лет отдала артистка служению вокальному искусству. Вместе с коллегами музыкального лектория Елизавета Осеева выступала на предприятиях, заводах и фабриках, побывала во всех уголках Бурятской АССР. Пела перед учащимися школ и училищ, рабочими и учителями, тружениками села. Выступала на отдаленной чабанской стоянке и в филармоническом зале, на сцене сельского клуба и театра оперы и балета, на молочной ферме и в большом дворце культуры.
Творческая жизнь артистки не ограничивалась рамками музыкального лектория. Она выступала с сольными концертными программами, солировала в концертах симфонического оркестра. Певицу часто записывали на радио и телевидении.
В 1988 году за большой вклад в развитие музыкального искусства Елизавета Петровна Осеева была удостоена почётного звания «Заслуженная артистка Бурятской АССР». 
Также награждалась почётными грамотами.